# کهل‌جیک (خداآفرین)
کهل‌جیک یکی از روستاهای استان آذربایجان شرقی است که در دهستان گرمادوز شرقی بخش منجوان شهرستان خداآفرین واقع شده‌است.